# Pabuaran (Sukamakmur)
Pabuaran is een bestuurslaag in het regentschap Bogor van de provincie West-Java, Indonesië. Pabuaran telt 11.367 inwoners (volkstelling 2010).